# Dungannon (Irlanda del Norte)
Dungannon es una localidad situada en el distrito de Mid Úlster, en el condado de Tyrone, Irlanda del Norte. Según el censo de 2021, tiene una población de 16 282 habitantes.
Está ubicada en el centro de Irlanda del Norte, a poca distancia al oeste del lago Neagh, el mayor de las islas británicas, y cerca de la frontera con Irlanda.